# Hôtel de Chilhaud
L'hôtel de Chilhaud est un hôtel particulier français implanté à Périgueux dans le département de la Dordogne, en région Nouvelle-Aquitaine. Il a été édifié au XVIe siècle.

## Présentation
L'hôtel de Chilhaud se situe en Périgord, au centre du département de la Dordogne, dans le secteur sauvegardé du centre-ville de Périgueux, en rive droite de l'Isle. C'est une propriété privée sise 11 rue de la Sagesse.

## Histoire
La construction de l'hôtel de Chilhaud remonte au XVIe siècle.
Le 28 novembre 1938, la façade sur cour de l'hôtel est inscrite au titre des monuments historiques.